# Caso GameStop

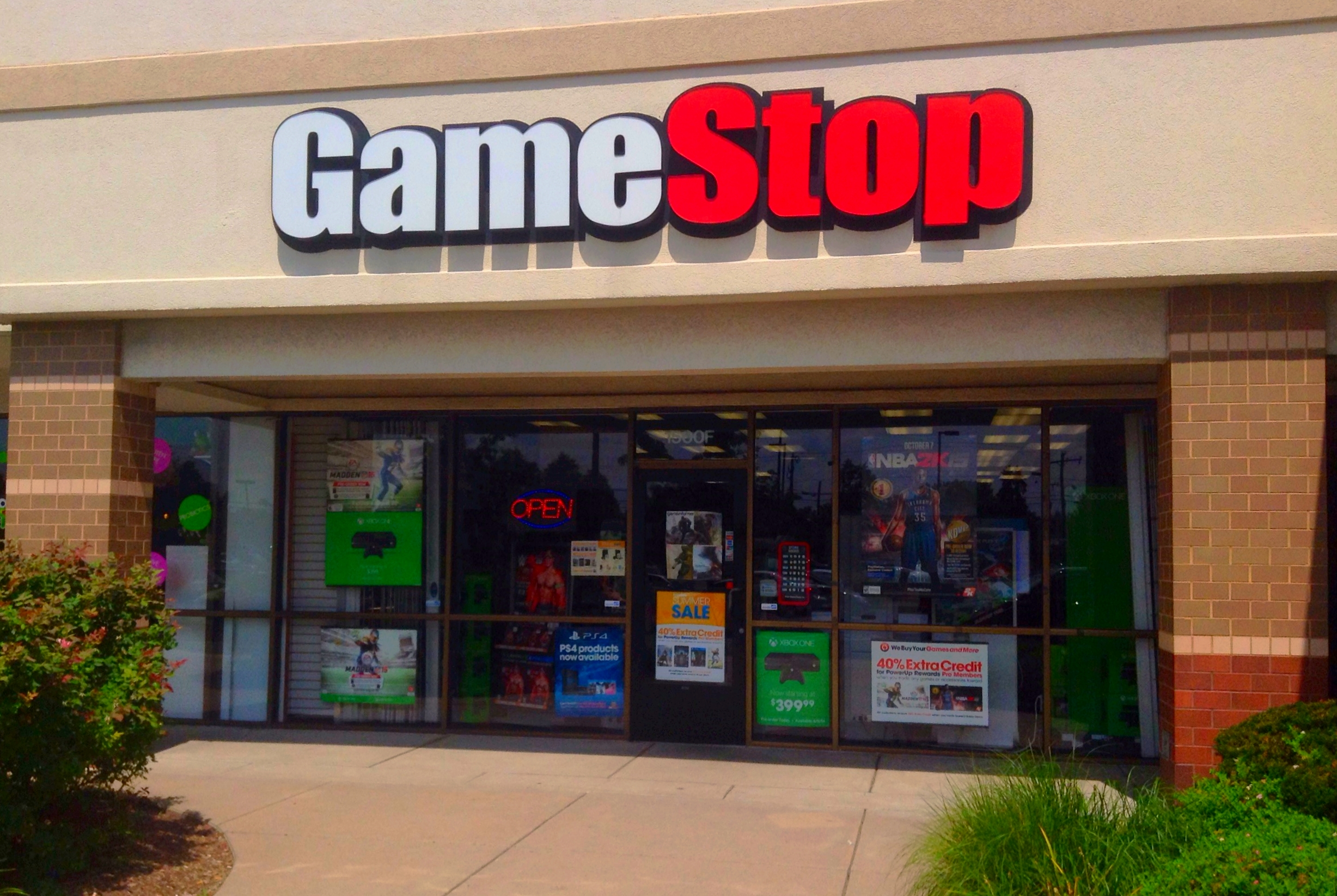
Tienda GameStop

En enero de 2021, se produjo un estrangulamiento de posiciones cortas de las acciones del minorista estadounidense de videojuegos GameStop y otros valores en varias bolsas de valores, lo que provocó importantes pérdidas financieras para los vendedores en corto, incluidos ciertos fondos de cobertura. La contracción corta provocó que su precio alcanzase mas de 500 dólares por acción, casi 30 veces el precio de principios de mes. Aproximadamente el 140 por ciento de las acciones de GameStop se habían vendido al descubierto, y la prisa por comprar acciones para cubrir esas posiciones a medida que el precio subía hizo que el precio incrementase aún más. El breve apretón fue inicialmente y principalmente provocado por usuarios del foro de Internet r/wallstreetbets en Reddit.
El 28 de enero, varias casas de bolsa, incluida Robinhood, detuvieron la compra de GameStop y otros valores, y luego citaron su incapacidad para depositar garantías suficientes en las cámaras de compensación para ejecutar las órdenes de sus clientes. Esta decisión atrajo críticas y acusaciones de manipulación del mercado por parte de destacados políticos y empresarios de todo el espectro político. Se presentaron demandas colectivas contra Robinhood en los Tribunales de Distrito de EE. UU. para el Distrito Sur de Nueva York y el Distrito Norte de Illinois. Muchos otros valores muy cortos también experimentaron aumentos de precios. En reacción a las casas de bolsa que detuvieron la compra de GameStop y otros valores, la capitalización total del mercado de las criptomonedas también aumentó.

## Visión general
El subreddit, que se describe a sí mismo a través del lema «si 4chan hubiera encontrado una terminal Bloomberg», es conocido por sus agresivas estrategias comerciales, que en su mayoría giran en torno a la negociación de opciones altamente especulativas y apalancadas.
Los miembros del subreddit son en su mayoría inversores aficionados jóvenes, sin una noción particular de prácticas de inversión y gestión de riesgos; su actividad es similar a apostar.
La creciente popularidad de los corredores sin comisiones y las aplicaciones de comercio en línea móviles ha contribuido potencialmente al crecimiento de estas tendencias comerciales. Los miembros de la comunidad a menudo ven el comercio de alto riesgo como una oportunidad para mejorar drásticamente sus condiciones financieras y obtener ingresos adicionales. Algunos miembros tienden a usar capital prestado, como préstamos para estudiantes, para apostar en acciones que muestran popularidad dentro de la comunidad.

## Cronología
| Día       | Precio ($) | Cambio  | Cambio   | Volumen     |
| Día       | Precio ($) | Neto    | %        | Volumen     |
| --------- | ---------- | ------- | -------- | ----------- |
| Enero 11  | 19.94      | +2.25   | +12.72%  | 14,927,612  |
| Enero 12  | 19.95      | +0.01   | +0.05%   | 7,060,665   |
| Enero 13  | 31.40      | +11.45  | +57.39%  | 144,501,736 |
| Enero 14  | 39.91      | +8.51   | +27.10%  | 93,717,410  |
| Enero 15  | 35.50      | −4.41   | −11.05%  | 46,866,358  |
| Enero 19  | 39.36      | +3.86   | +10.87%  | 74,721,924  |
| Enero 20  | 39.12      | −0.24   | −0.61%   | 33,471,789  |
| Enero 21  | 43.03      | +3.91   | +9.99%   | 57,079,754  |
| Enero 22  | 65.01      | +21.98  | +51.08%  | 197,157,946 |
| Enero 25  | 76.79      | +11.78  | +18.12%  | 177,874,000 |
| Enero 26  | 147.98     | +71.19  | +92.71%  | 178,587,974 |
| Enero 27  | 347.51     | +199.53 | +134.84% | 93,396,666  |
| Enero 28  | 193.60     | −153.91 | −44.29%  | 58,815,805  |
| Enero 29  | 325.00     | +131.40 | +67.87%  | 50,566,055  |
| Febrero 1 | 225.00     | −100.00 | −30.77%  | 37,382,152  |
| Febrero 2 | 90.00      | −135.00 | −60.00%  | 78,183,071  |
| Febrero 3 | 92.41      | +2.41   | +2.68%   | 42,698,511  |
| Febrero 4 | 53.50      | −38.91  | −42.11%  | 62,427,275  |
| Febrero 5 | 63.77      | +10.27  | +19.20%  | 81,345,013  |

En enero de 2021, los redditors de r/wallstreetbets comenzaron una pequeña reducción en GameStop, lo que elevó significativamente los precios de las acciones. Esto ocurrió poco después de que un comentario de Citron Research predijo que el precio de las acciones disminuiría. El precio de las acciones subió en un 1500% a fecha de 27 de enero y su alta volatilidad hizo que la negociación se interrumpiera varias veces. Además de la compresión corta, el aumento resultante en el volumen de opciones desencadenó una "compresión gamma" como resultado de la necesidad de los creadores de mercado de comprar acciones para cubrir su creciente exposición a posiciones cortas.
Después de que las acciones de GameStop cerraran con un alza del 92,7% el 26 de enero de 2021, el magnate Elon Musk tuiteó "¡¡Gamestonk !!" junto con un enlace al subreddit r / wallstreetbets. El 28 de enero de 2021, el precio intradiario más alto de la historia de GameStop, alcanzó los 483 dólares por acción (casi 190 veces el mínimo histórico de los 2,57 dólares alcanzados en abril de 2020). Por su parte, en horas de premercado, la acción llegó a mas de 500 dólares de precio.
El 27 de enero de 2021, r / wallstreetbets desató un breve apretón de AMC Theatres (AMC), una compañía en una posición similar a GameStop. El valor de AMC Networks (AMCX) también aumentó significativamente, lo que se cree que sucedió porque el nombre de la acción era similar al de AMC. Se han informado interrupciones y restricciones que limitan el comercio en varios corredores, como Charles Schwab Corporation, su filial TD Ameritrade y Robinhood. Según Bloomberg, el volumen de negocios estadounidense el 27 de enero (en términos de recuento de acciones) superó el pico establecido en octubre de 2008 durante la crisis financiera y fue el tercero más grande en términos de dólares en los últimos 13 años.
El 28 de enero de 2021, las acciones de GameStop se abrieron en el mercado previo, alcanzando un máximo de casi $ 500 por acción. Sin embargo, Robinhood ha eliminado GameStop, AMC, BlackBerry, Nokia y otras acciones volátiles de su plataforma de negociación; los comerciantes ya no podían abrir nuevas posiciones en acciones, aunque aún podían cerrarlas. Pronto siguieron otros intercambios. Muchos comerciantes estaban furiosos y pidieron demandas en varias publicaciones populares de Reddit. Después del cierre de los mercados, Robinhood anunció que comenzaría a permitir "compras limitadas" de los valores afectados a partir del día siguiente, aunque no estaba claro qué significaba "compras limitadas".  Anthony Denier, director ejecutivo de Webull, dijo que el aumento de los requisitos de garantía para su cámara de compensación significaba que el propio Webull no podía abrir nuevos puestos.

## Impacto en los fondos de cobertura
Para 28 de enero de 2021, Melvin Capital, un fondo de inversión que puso en corto GameStop, había perdido el 30% de su valor desde principios de año. Los fondos de Citadel LLC y las empresas asociadas invirtieron $ 2 mil millones, mientras que la inversión de Point72 Asset Management agregó $ 750 millones, para una inversión total de $ 275 mil millones, antes de que Melvin Capital declarara a CNBC que cubrieron (cerraron) su posición el 26 de enero.  No se ha publicado la cifra exacta. Se dice que Citron Research, otro fondo de cobertura, también vendió en corto las acciones y afirmó haber cerrado la posición con una pérdida del 100%. Según Morgan Stanley, varios fondos de cobertura cubrieron sus posiciones cortas y vendieron acciones de su cartera para reducir el apalancamiento y la exposición al mercado en algunas de las acciones más importantes en diez años.
Para 26 de enero de 2021, se informó que los vendedores en corto habían perdido un total de $ 5.050 millones debido a la contracción. Las pérdidas en posiciones cortas en empresas estadounidenses alcanzaron los 70.000 millones de dólares. Los datos de Ortex mostraron que, el 27 de enero, había posiciones cortas deficitarias en más de 5.000 empresas estadounidenses. GME Resources, una empresa minera australiana, vio cómo sus acciones subieron de valor significativamente el 28 de enero. Se especuló que esto sucedió como una broma, dados los códigos de teletipo idénticos. Las plataformas de negociación como Trading212 y eToro, con sede en el Reino Unido, bloquearon las compras de GameStop y otras acciones mientras continuaban permitiendo las ventas. Webull suspendió las órdenes de compra de acciones afectadas por la compresión  y poco después permitió que las órdenes continuaran.